# Forêt de Rennes
La forêt domaniale de Rennes, ou simplement forêt de Rennes, est une forêt française située principalement sur la commune de Liffré à 15 km au nord-est de Rennes dans le département d'Ille-et-Vilaine en Bretagne. Avec environ 2 915 ha, la forêt de Rennes est la plus grande forêt domaniale de Bretagne.
Elle est gérée par l'Office national des forêts (ONF).

## Géographie

### Localisation
La forêt domaniale de Rennes occupe une surface de 2 915 ha et 23 a. Elle se trouve sur la commune de Liffré en grande majorité et sur les communes de Betton, Saint-Sulpice-la-Forêt, Thorigné-Fouillard et Chasné-sur-Illet.

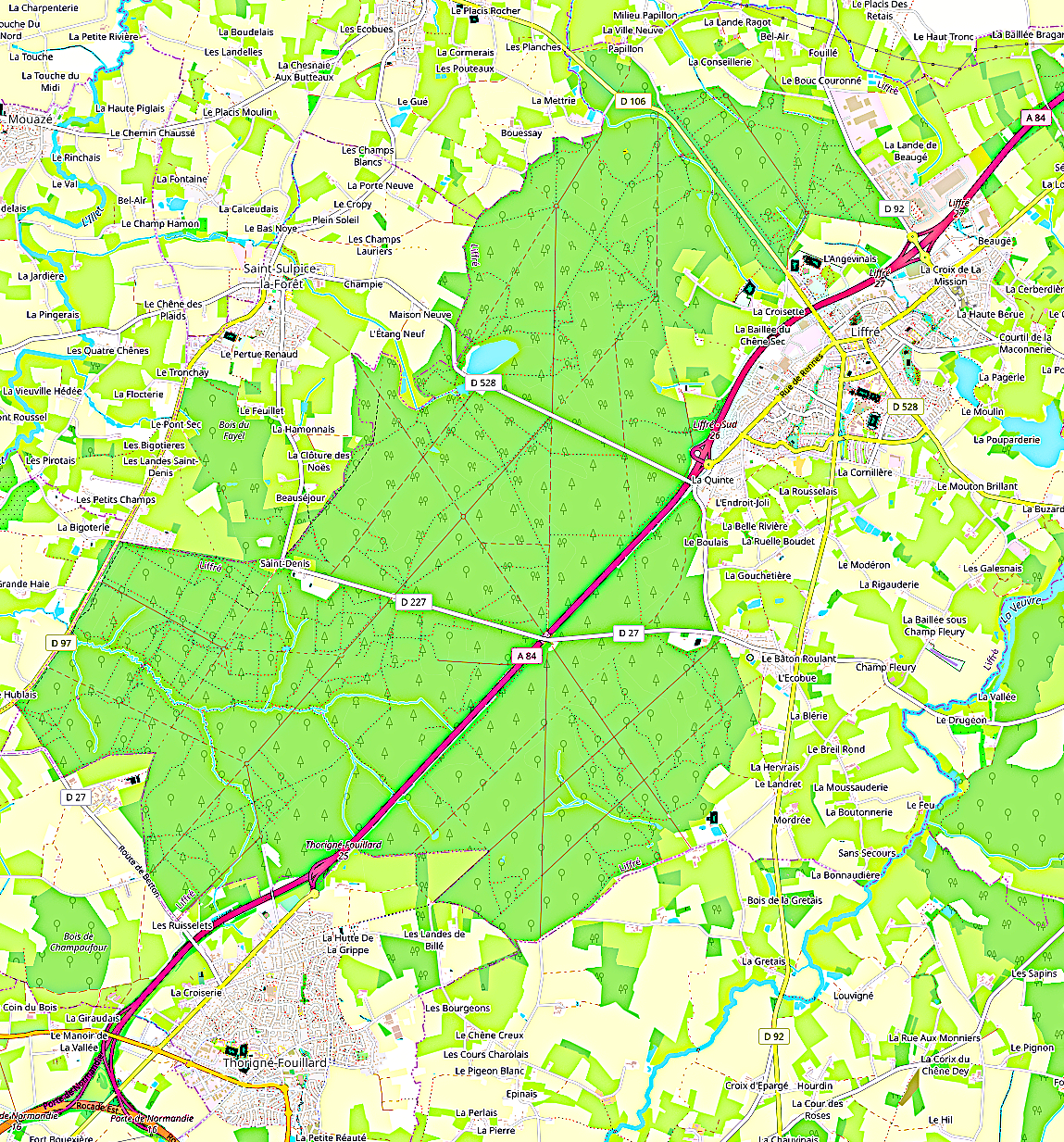
Carte de la forêt de Rennes (Openstreetmap).

La forêt se situe à 15 km au Nord-Est de Rennes, à l'Ouest de la forêt de Chevré, au Sud-Ouest de celle de Liffré et au sud de celle de Saint-Aubin-du-Cormier. Elle est traversée par l'autoroute A84 (Rennes-Caen, route nationale 12), plusieurs routes départementales (du nord au sud : D 106, D 528, D 227 / D 27, ) ainsi que le sentier GR 39 (Guérande − Mont Saint-Michel).
Elle est divisée en 202 parcelles d’environ 14 ha chacune.
| Chasné-sur-Illet       | Ercé-près-Liffré   | Gosné  |
| Saint-Sulpice-la-Forêt | la Forêt de Rennes | Liffré |
| Betton                 | Thorigné-Fouillard | Acigné |

#### Répartition géographique
| Communes               | Parcelles forestières | Routes et chemins forestiers | Immeubles, bâtis et terrains attenants | Total           |
| ---------------------- | --------------------- | ---------------------------- | -------------------------------------- | --------------- |
| Liffré                 | 2850ha 36a 45ca       | 54ha 95a 79ca                | 3ha 59a 09ca                           | 2908ha 91a 33ca |
| Betton                 | 3ha 98a 70ca          |                              |                                        | 3ha 98a 70ca    |
| Saint-Sulpice-la-Forêt | 0ha 86a 00ca          |                              |                                        | 0ha 86a 00ca    |
| Thorigné-Fouillard     | 0ha 24a 25ca          | 1ha 03a 79ca                 |                                        | 1ha 28a 04ca    |
| Chasné-sur-Illet       | 0ha 15a 56ca          | 0ha 02a 68ca                 |                                        | 0ha 18a 24ca    |
| Total                  | 2855ha 60a 96ca       | 56ha 02a 26ca                | 3ha 59a 09ca                           | 2915ha 22a 31ca |

### Hydrologie
La forêt de Rennes comporte trois principaux ruisseaux à faibles débits : 
- le ruisseau de Caleuvre et celui du Grand Bat à l’Ouest, ces deux ruisseaux affluents de l’Illet qui s’écoule vers l’Ille.
- le ruisseau du Gué Renaie au Sud-Est, affluent du Chevré qui rejoint la Vilaine.

Elle comporte aussi des étangs et des mares, aménagés pour différentes raisons : 
- l’étang des Maffrais, situé à l’ouest de la forêt sur le ruisseau du Grand Bat au croisement de la D 528 et du GR 39, aménagé pour des raisons touristiques.
- l’étang de Saint Roux, situé sur le ruisseau de Fresnay et le trou parcelle 188 pour des raisons cynégétiques et de biodiversité.
- les étangs parcelles : 6, 67, 105, 181 pour lutter contre les incendies forestiers.

Enfin, l’adduction d’eau de la ville de Rennes traverse la forêt du nord au sud.

### Topographie

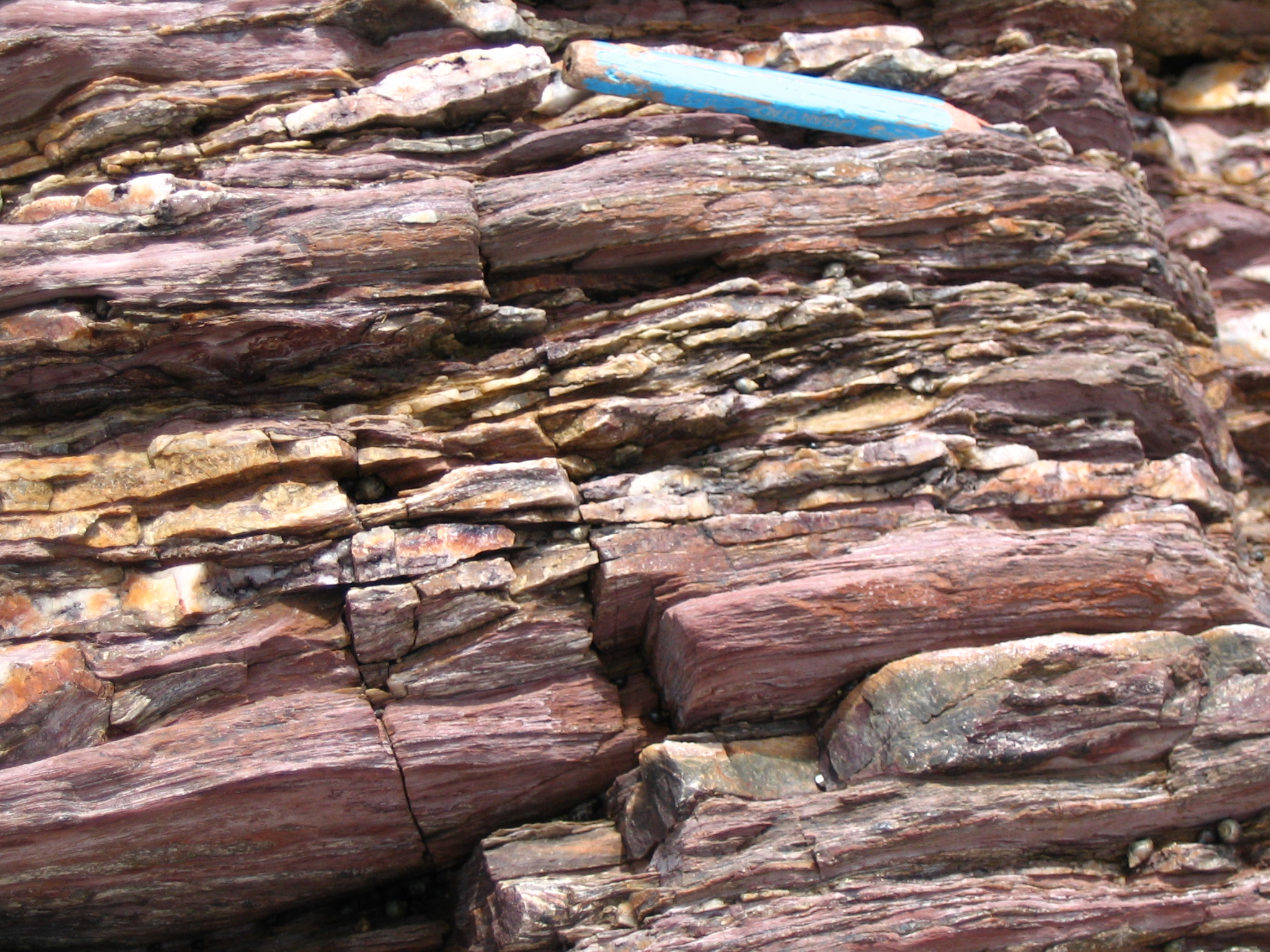
Schistes rouges.

La topographie de la Forêt de Rennes est classique à celle du Bassin Rennais et du massif armoricain : on retrouve des dômes, et des plateaux séparés par des vallées largement évasées.
Le relief se compose de schistes rouges briovériens, qui créent une surface relativement plate, comprise entre 100 et 40 m d'altitude avec des pentes relativement faibles qui varient entre 1,5 % et 3 %.

### Climat
La station météorologique de la forêt domaniale de Rennes a été mise en service le 6 décembre 1994 et a cessé son activité le 15 novembre 2008.
Le tableau ci-dessous indique les températures et les précipitations de Rennes (à 15 km au Sud-Ouest) pour l'année 2007 :
| Mois                                   | J    | F    | M    | A    | M    | J    | J    | A    | S    | O    | N    | D    |
| -------------------------------------- | ---- | ---- | ---- | ---- | ---- | ---- | ---- | ---- | ---- | ---- | ---- | ---- |
| Températures maximales (°C)            | 8,1  | 9,4  | 12,3 | 14,7 | 18,4 | 21,5 | 23,8 | 23,6 | 21,1 | 16,7 | 11,7 | 9    |
| Températures minimales (°C)            | 2,2  | 2,5  | 4    | 5,4  | 8,5  | 11,2 | 13,1 | 13,1 | 11,2 | 8,3  | 4,9  | 3,2  |
| Températures moyennes (°C)             | 5,2  | 5,9  | 8,2  | 10,1 | 13,4 | 16,4 | 18,5 | 18,3 | 16,2 | 12,5 | 8,3  | 6,1  |
| Précipitations (hauteur moyenne en mm) | 61,3 | 52,3 | 49,3 | 45,1 | 58,1 | 46,4 | 42,6 | 47,3 | 56,6 | 63,8 | 68,4 | 69,1 |
| Source: Météo France et Lameteo.org    |      |      |      |      |      |      |      |      |      |      |      |      |

La forêt de Rennes est sous un climat océanique caractérisé par un temps doux et humide.
Les précipitations annuelles sont environ de 632 mm pour 170 jours de pluie par an.

## Histoire

### Préhistoire et Antiquité

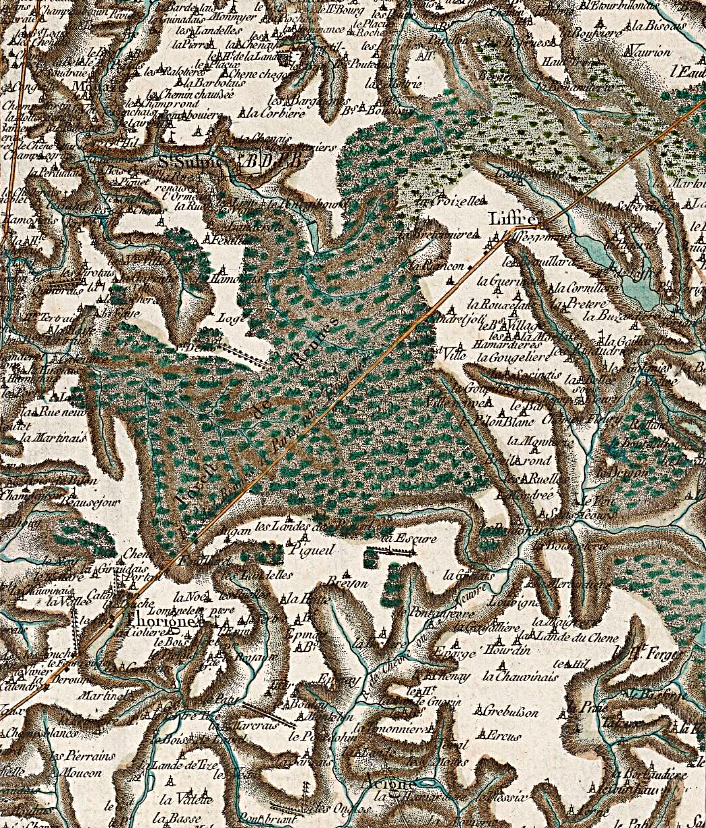
Carte de Cassini de la forêt de Rennes et de ses environs (1803).

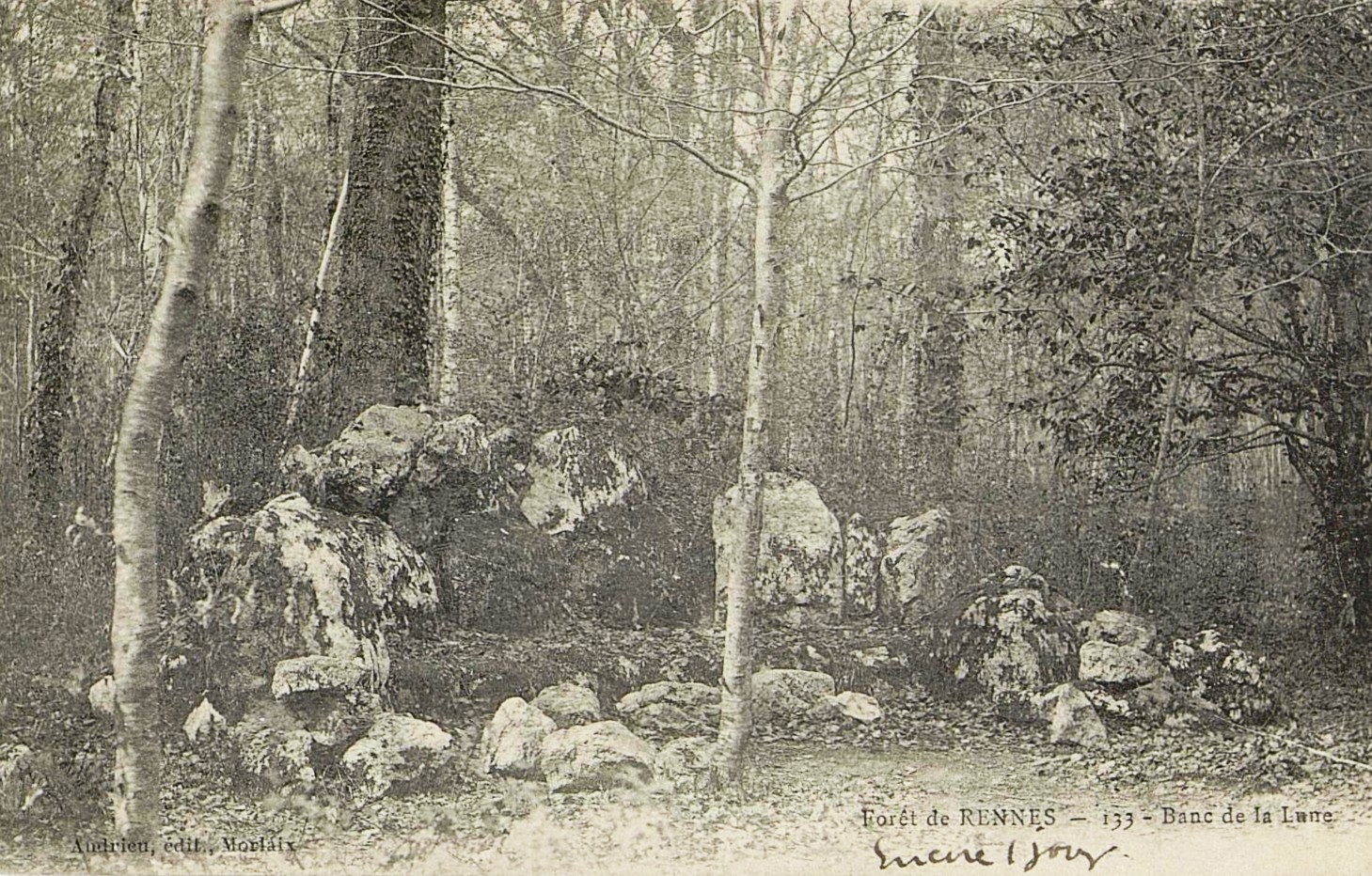
Forêt de Rennes ː le monument mégalithique du Banc de la Lune au début du XXe siècle (carte postale).
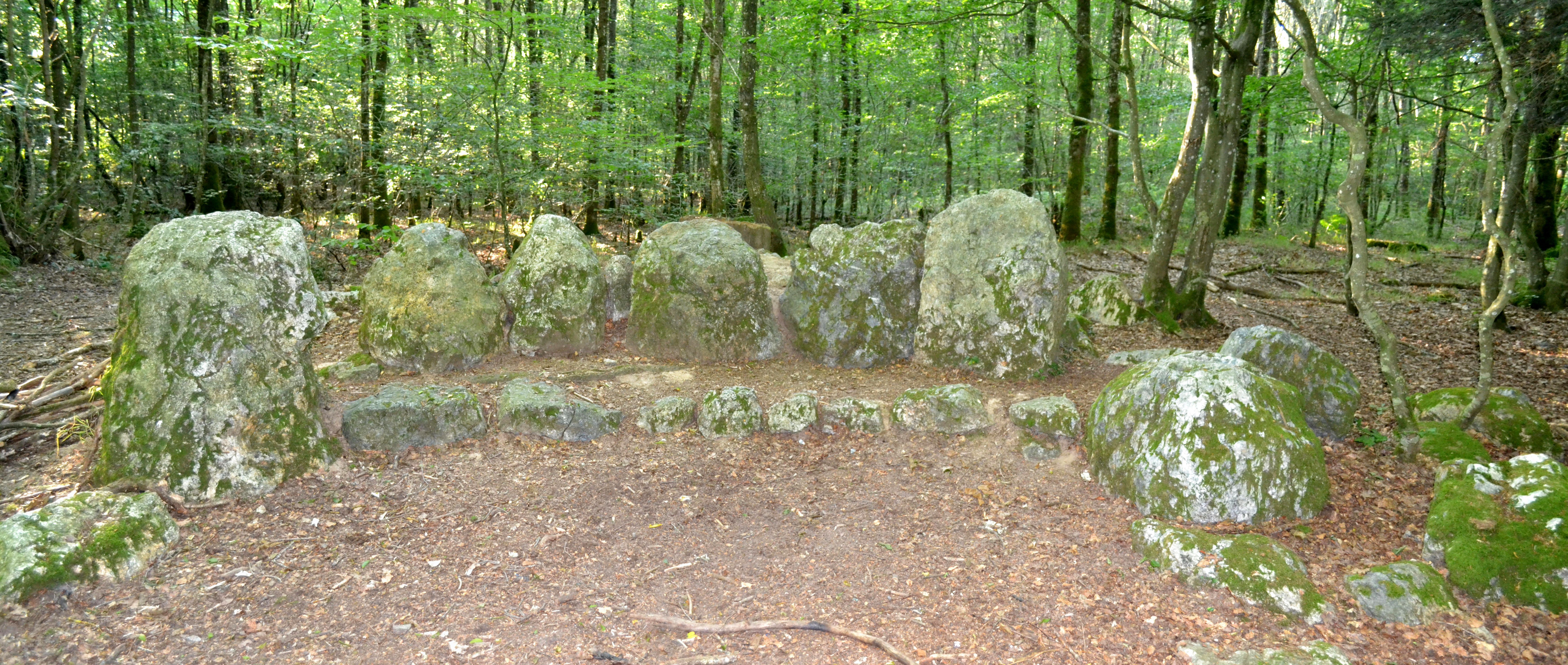
Mégalithes du carrefour de la Grande Lune dans la forêt de Liffré.
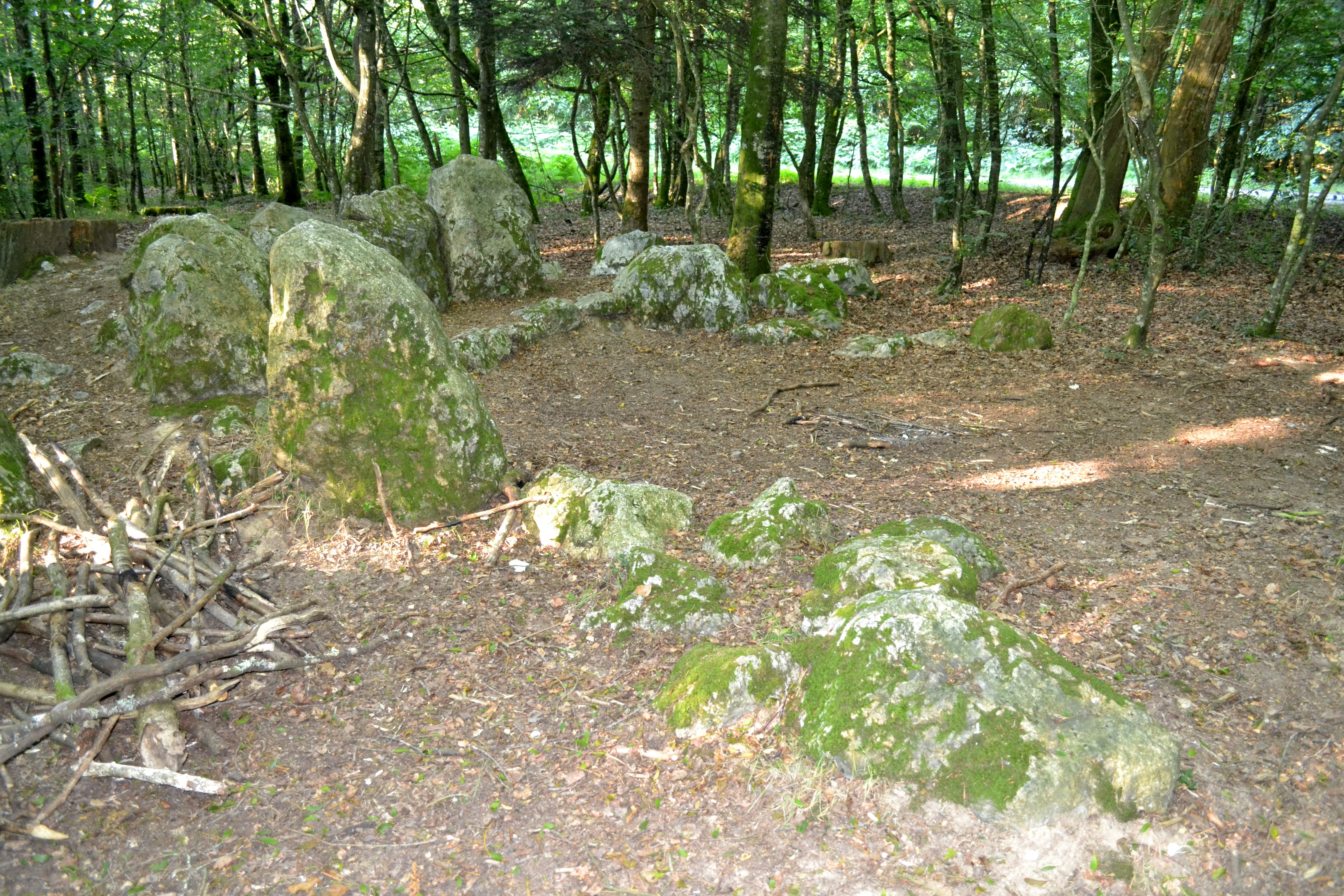
Mégalithes du carrefour de la Grande Lune dans la forêt de Liffré.

Sous l'Empire romain, la forêt s'étendait jusqu'à la ville de Condate (nom de Rennes à l’époque). Mais elle a été en partie défrichée pendant cette période et au Moyen Âge.
Au carrefour de Verrières, au nord de la forêt, se trouve un enclos d'environ 3 ha datant de l’âge du fer et qui a été réemployé au Moyen Âge. Son centre comporte des fondations d’un manoir. Il s'agit d’une ancienne résidence de chasse des Ducs de Bretagne,.

### Moyen Âge
La Croix et la fontaine Saint-Raoul se trouvent en forêt de Rennes près des ruines de l'ancienne chapelle Saint-Denis-de-la-Forêt ; elles commémorent l'endroit où Raoul de la Fustaye [Raoul de la Futaie], fondateur de l'abbaye de Saint-Sulpice-la-Forêt , ancien moine de l'abbaye Saint-Jouin de Marnes, aurait vécu en ermite avec son compagnon Aubert au milieu du Moyen-Âge.
Au XIIe siècle, la forêt appartient au Duché de Bretagne, et devient forêt royale en raison du mariage le 6 décembre 1491 d’Anne de Bretagne avec Charles VIII, roi de France.
Au XIIIe siècle, la forêt occupait une surface comparable à celle d'aujourd'hui. Elle a été habitée et exploitée par un certain nombre d’artisans comme des sabotiers, des boisseliers, des charpentiers, ou encore des tonneliers, jusqu'en 1726 où le roi Louis XV est contraint d'autoriser des coupes dans la forêt pour pouvoir reconstruire le centre-ville de Rennes après le Grand Incendie de 1720. En 1756 un grand incendie forestier va ravager 300 ha.

### Temps modernes
« Dès 1666 la forêt de Rennes, dont le chêne constituait l'essence principale, était soumise au régime de la futaie ; mais d'incroyables abus, des coupes anticipées sans aucun ordre, avaient amené la ruine complète de la forêt ».
Selon Jean-Baptiste Ogée « On trouve, dans un mandement du roi François 1er donné à Arques le 12 août 1545 que la forêt de Liffré, près Rennes, était tenue par le seigneur de Saint-André, et qu'il fut fait défense aux Officiers de cette forêt de permettre à l'avenir qu'il y fût pris aucun bois pour la réparation des moulins de Rennes, sans une autorisation expresse de Sa Majesté, expédiée par lettres patentes, scellées de son sceau. Il paraît que la plus grande partie de cette forêt était alors en bois taillis qu'on voulait conserver pour en faire des arbres de futaie ; mais on ne voit pas que ces défenses regardent les trois Abbayes qui avaient droit d'y prendre du bois. Ceux qui étaient commis à sa garde ne se faisaient pas même scrupule de s'emparer des plus beaux arbres quand ils en avaient besoin ».
Une coupe de mille arpents de bois a lieu dans la forêt, à la suite de l’incendie de Rennes du 21 décembre 1720.
Jean-Baptiste Ogée écrit en 1778 que la forêt de Rennes contenait environ 5 500 arpents de terre en futaie et taillis ; mais il s'y trouvait beaucoup de lacunes où l'on ne voyait aucun arbre. Près de l'étang Verrier [de Verrières] se trouvaient des vestiges d'un ancien château , dont les fossés se voyaient encore en quelques endroits. Les habitants du pays prétendaient que c'était là le rendez-vous ordinaire des chasses que les ducs de Bretagne faisaient dans la forêt. Les moines de Saint-Melaine de Rennes, les religieuses de Saint-Georges et de Saint-Sulpice avaient jadis le droit de prendre du bois dans la forêt : il était dû à l'Abbaye de Saint-Melaine trente charges de bois , et ces religieux faisaient abattre les plus beaux arbres qu'ils pouvaient trouver dans toute l'étendue de la forêt. En 1778 ce droit était réduit à trente cordes, dont le bois devait avoir trois pieds et demi de longueur. L'Abbaye de Saint-Georges, qui avait le même droit, fut taxée à trente cordes et un millier de fagots, et celle de Saint-Sulpice, à quatre-vingt cordes. Ce n'est que depuis trente ans [avant 1778] qu'on s'est aperçu que ces trois maisons ruinaient la forêt; et c'est pour en empêcher sa ruine entière que le Conseil du Roi a pris ces décisions.
« En 1787 le surintendant aux finances décida que la forêt serait traitée, pour une partie, en taillis, à 25 et 40 ans, et que la partie restant, la plus grande, serait parcourue par des coupes de recépage, ayant pour but le rétablissement de l'ancienne futaie à 120 ans ».

### Révolution française
Une troupe de Chouans forte de 600 à 700 royalistes, dirigée par Joseph de Puisaye venant de la région de la forêt de Paimpont où elle avait combattu (participant notamment à la Bataille de Beignon), se dirigeant vers la région de Vitré et la forêt du Pertre, passant par Saint-Sulpice-l'Abbaye (Saint-Sulpice-la-Forêt), traversèrent la forêt de Rennes en direction de Liffré le 17 floréal an II (6 mai 1794). Une colonne républicaine dirigée par le général Damas, partie de Rennes, s'aligna en embuscade et infligèrent une déroute aux hommes de Puisaye (ils auraient eu une cinquantaine de tués et une quinzaine d'hommes faits prisonniers), même si la plupart de ceux-ci, après s'être dispersés, réussirent à gagner la forêt de Sévailles, puis à rejoindre par petits groupes la forêt du Pertre.

### LeXIXesiècle
Le journal L'Écho français relate un incendie criminel survenu en forêt de Rennes début avril 1840 : un garde forestier donna l'alerte à Liffré au moment où les vêpres finissaient, « les habitants accoururent en foule, guidés par le maire et le curé, (..) près de 600 travailleurs, munis de branches en forme de grands balais » parvinrent à étouffer le feu ; l'alerte avait été donnée à Rennes, mais quand le compagnie de pompiers et 400 hommes munis de pelles arrivèrent sur les lieux, l'incendie était déjà maîtrisé . Le feu a parcouru environ 10 hectares, principalement couverts d'ajoncs et de bruyères et quelques fourrés, notamment de bouleaux.
A. Marteville et P. Varin, continuateurs d'Ogée, décrivent ainsi la forêt en 1843 :

« La belle forêt dite de Rennes et toute entière en Liffré [sa superficie est de 3 900 hectares]. Cette forêt es peu remarquable par ses futaies, mais ses taillis sont aujourd'hui fort beaux. Elle est admirablement coupée par des routes qui demanderaient à être mieux entretenues, et dont les principales aboutissent à une étoile, dite Mi-Forêt, sur la route de Caen à Redon. La chasse en est affermée pour le compte de l'État ; on y trouve une assez grande quantité de chevreuils, peu de sangliers, beaucoup de lièvres et de la perdrix. Jadis deux beaux étangs baignaient la partie ouest de cette forêt ; il n'y en a plus qu'un aujourd'hui. »

En 1853, le jour de l'Ascension, le feu prit en forêt de Rennes dans le quartier dit de la Mine : « le tocsin a sonné dans les communes de Liffré, Betton, Saint-Sulpice et Thorigné. Les curés de ces communes sont accourus à la tête de leurs paroissiens, avec un zèle admirable ». Plus de 20 hectares ont été brûlés.
Pendant le Second Empire un grand nombre de forêts de France seront reboisées (dont celle de Rennes). Au moment de l'aménagement décidé en 1867, la forêt de Rennes renfermait 1 068 hectares de vides, soit plus du tiers de l'étendue totale. L'origine de ces vides était pour une bonne partie les incendies et l'exercice intense par les populations des droits d'usage et de pacage (limités seulement à partir de 1861) ; mais ils étaient surtout dûs aux coupes abusives pratiquées pour alimenter en charbon de bois les nombreuses forges qui avoisinaient la forêt.

### LeXXesiècle

#### La Belle Époque
À la fin du XIXe siècle, les transports ferroviaires secondaires apparaissent et Liffré est desservie à partir de 1897 par les tramways d'Ille-et-Vilaine (ligne de Rennes à Fougères) aux stations « Mi-Forêt » et « Liffré » ; la ligne ferma en 1949 ; une autre ligne de tramways, partant de Mi-Forêt, via Saint-Sulpice-la-Forêt, Chasné, Saint-Aubin-d'Aubigné et Andouillé-Neuville, rejoignant la ligne précédemment cité à Sautoger (au sud de Sens) ouvrit en 1905 et ferma également en 1937 ; sa construction suscita quelques polémiques.

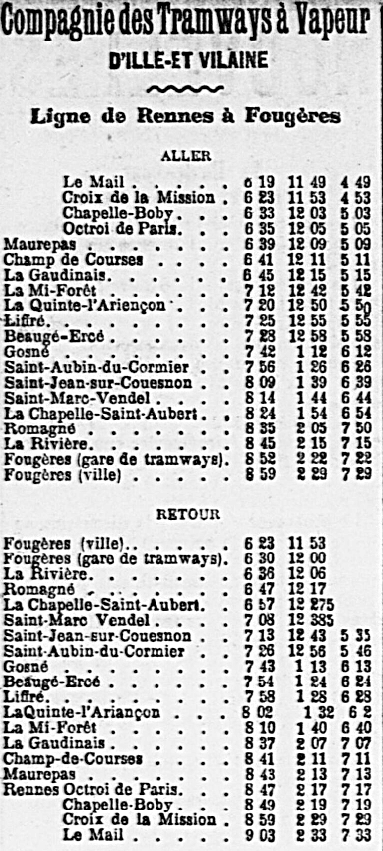
Tramways d'Ille-et-Vilaine ː horaire des tramways sur la ligne de Rennes à Fougères en 1899-1900.
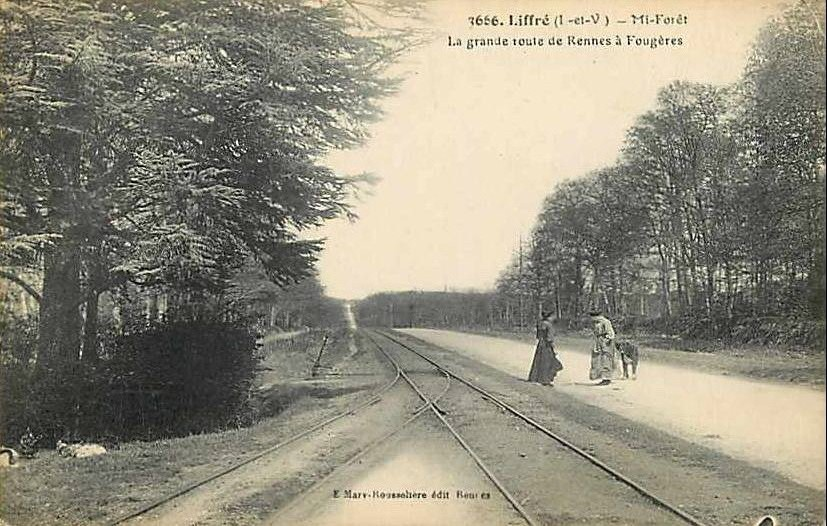
Liffré ː la route de Rennes à Fougères et la ligne de tramways à Mi-Forêt au début du XXe siècle (carte postale).
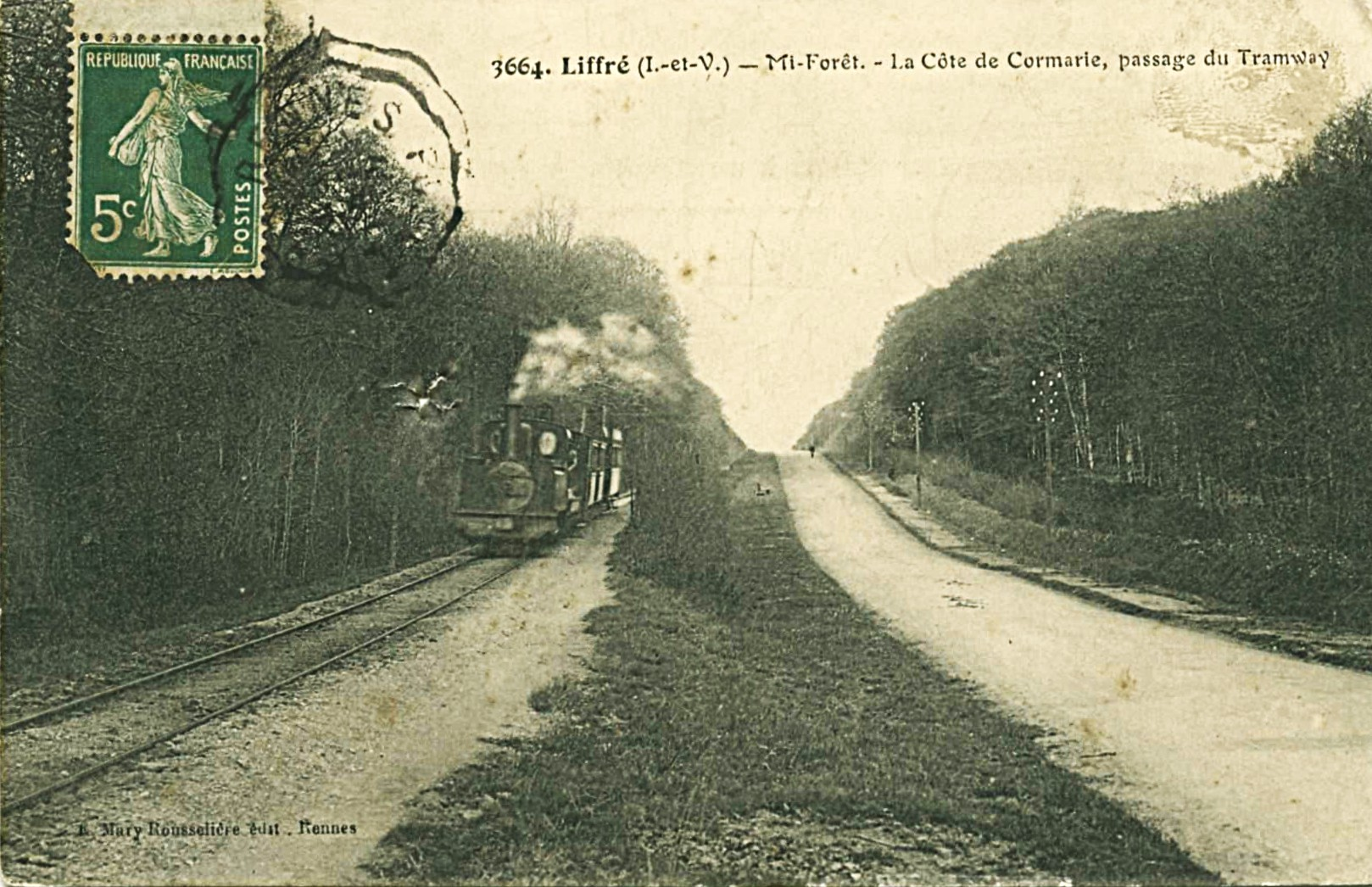
Mi-Forêt ː le tramway dans la côte de Cormarie au début du XXe siècle (carte postale).
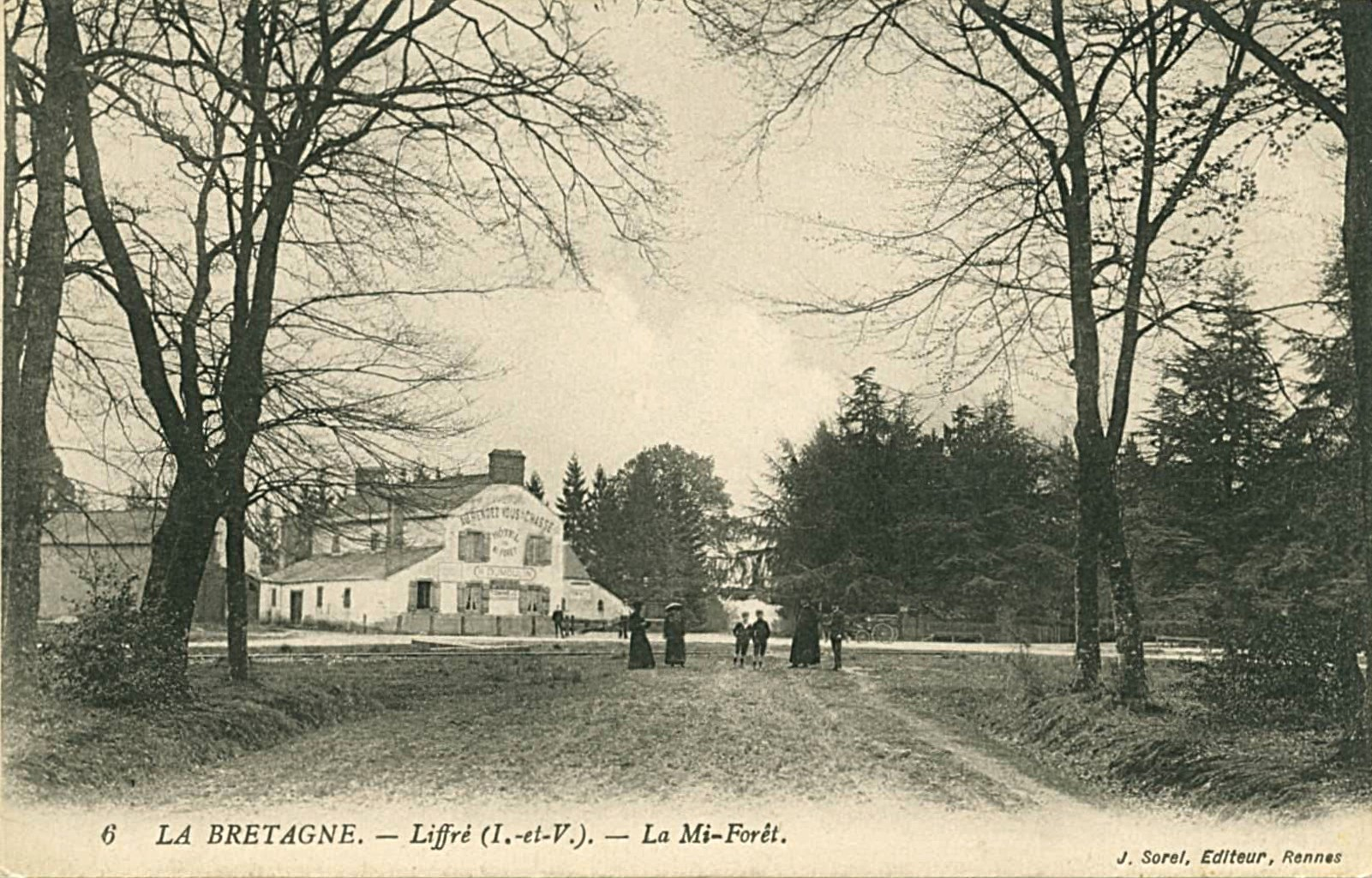
Mi-Forêt au début du XXe siècle (carte postale).
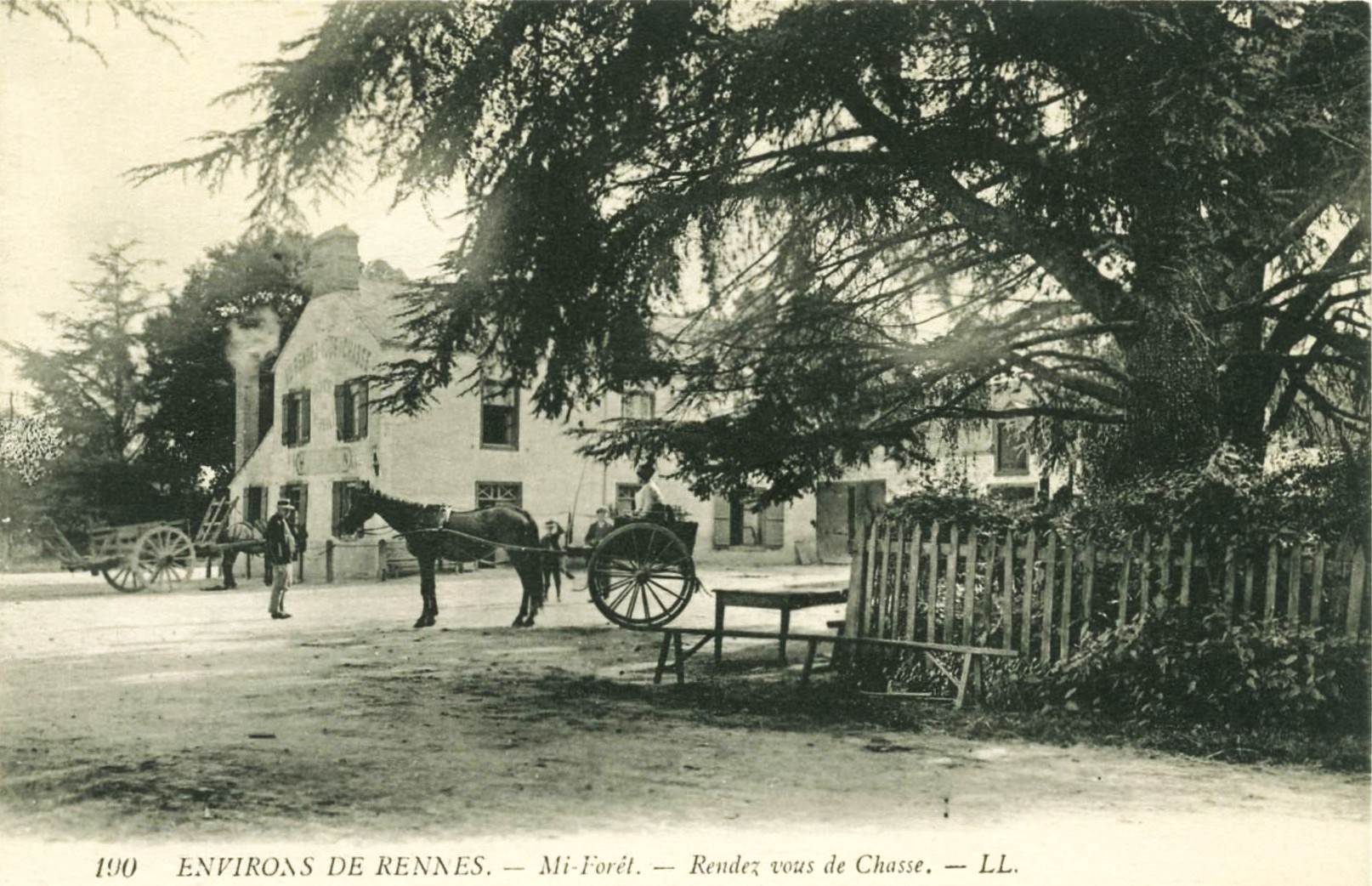
Rendez-vous de chasse à Mi-Forêt au début du XXe siècle (carte postale).
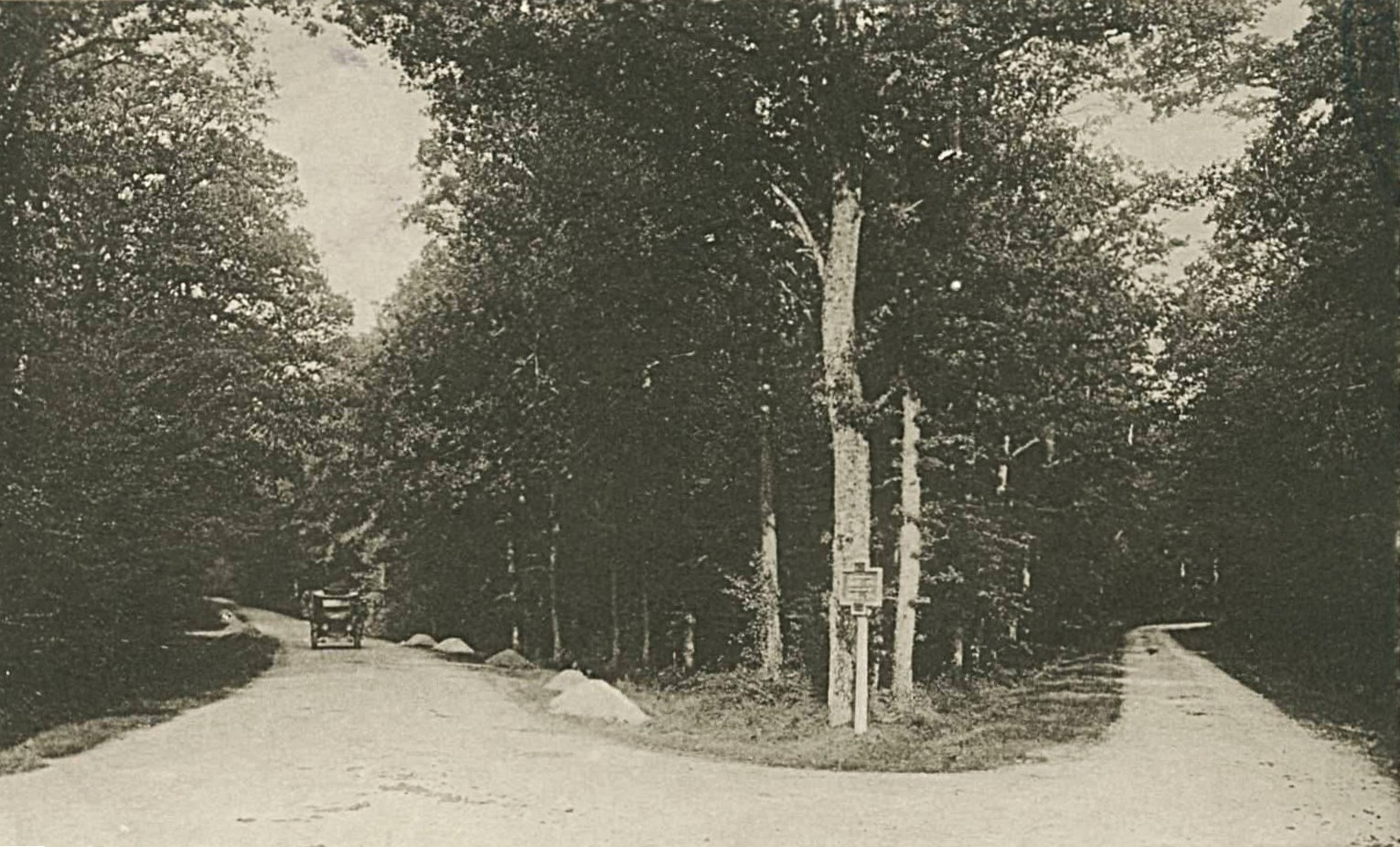
Forêt de Rennes ː le carrefour du Papillon au début du XXe siècle (carte postale).
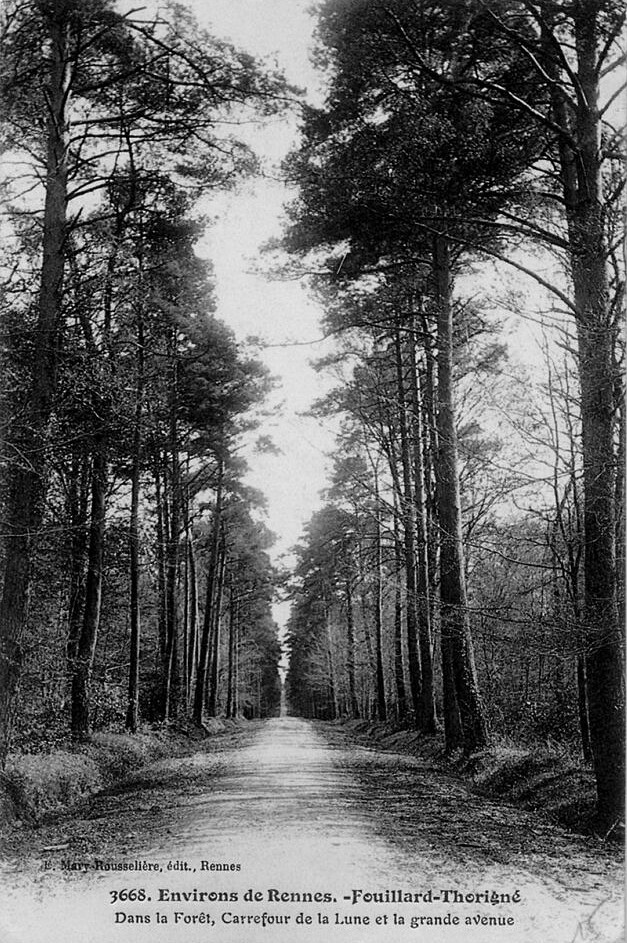
Forêt de Rennes ː la grande avenue près du carrefour de la Lune au début du XXe siècle (carte postale).
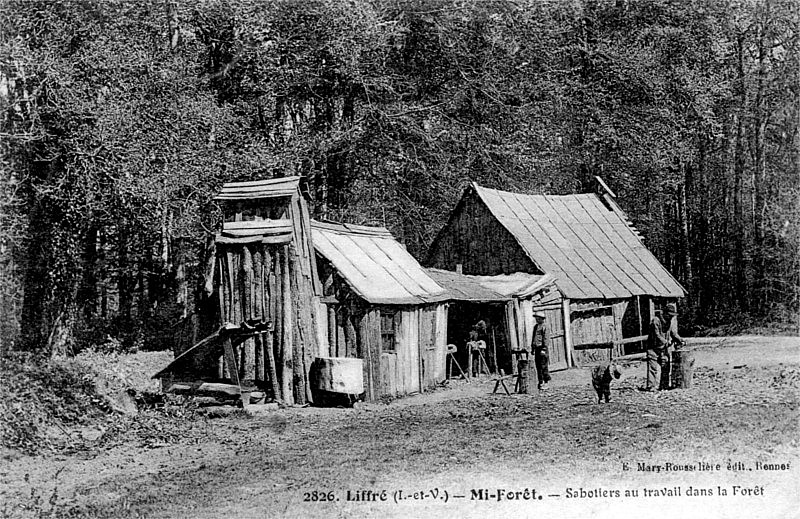
Sabotiers en forêt de Rennes, près de Mi-Forêt, au début du XXe siècle (carte postale).

Des sabotiers travaillaient en forêt de Rennes et habitaient au moins temporairement dans des loges en pleine forêt comme le montre l'incendie de deux loges en mars 1914.

#### L'Entre-deux-guerres
À la belle saison, des trains spéciaux à prix réduits étaient fréquemment organisés pour permettre aux Rennais de se rendre en excursion dans la forêt de Rennes, celle de Sévailles ou celle de Haute-Sève.

#### La Seconde Guerre mondiale
En avril 1943, un incendie provoquée par une escarbille de locomotive (du tramway) dévasta environ 120 hectares près de Mi-Forêt ; plus de 100 000 plants de résineux de quelques années, et plusieurs peuplements anciens, furent totalement détruits. Mais les incendies étaient fréquents : l'un avait détruit par exemple plus de 50 hectares de forêt en mars 1938.

## Protections
La forêt est protégée à plusieurs titres :
- l’ensemble natura 2000 « complexe forestier Rennes-Liffré-Chevré, étang et lande d’Ouée, forêt de Haute-Sève », de 1 730 ha[3].
- plusieurs ZNIEFFs se trouvent en bordure de la forêt de Rennes :
  - le site « Forêt de Rennes » de 3 075 ha[23]

## Flore

### Habitats
La forêt de Rennes est partiellement composée de différents habitats :
- La hêtraie-chênaie acidophile atlantique (mélange de hêtres et de chênes sessiles)
- La Hêtraie de l’Asperulo-Fagetum (hêtres et Chênes sessiles)
- La chênaie pédonculée acidiphile (chênes pédonculés et frêne)
- Des pineraies humides (pins sylvestres)

### Végétation (non exhaustif)

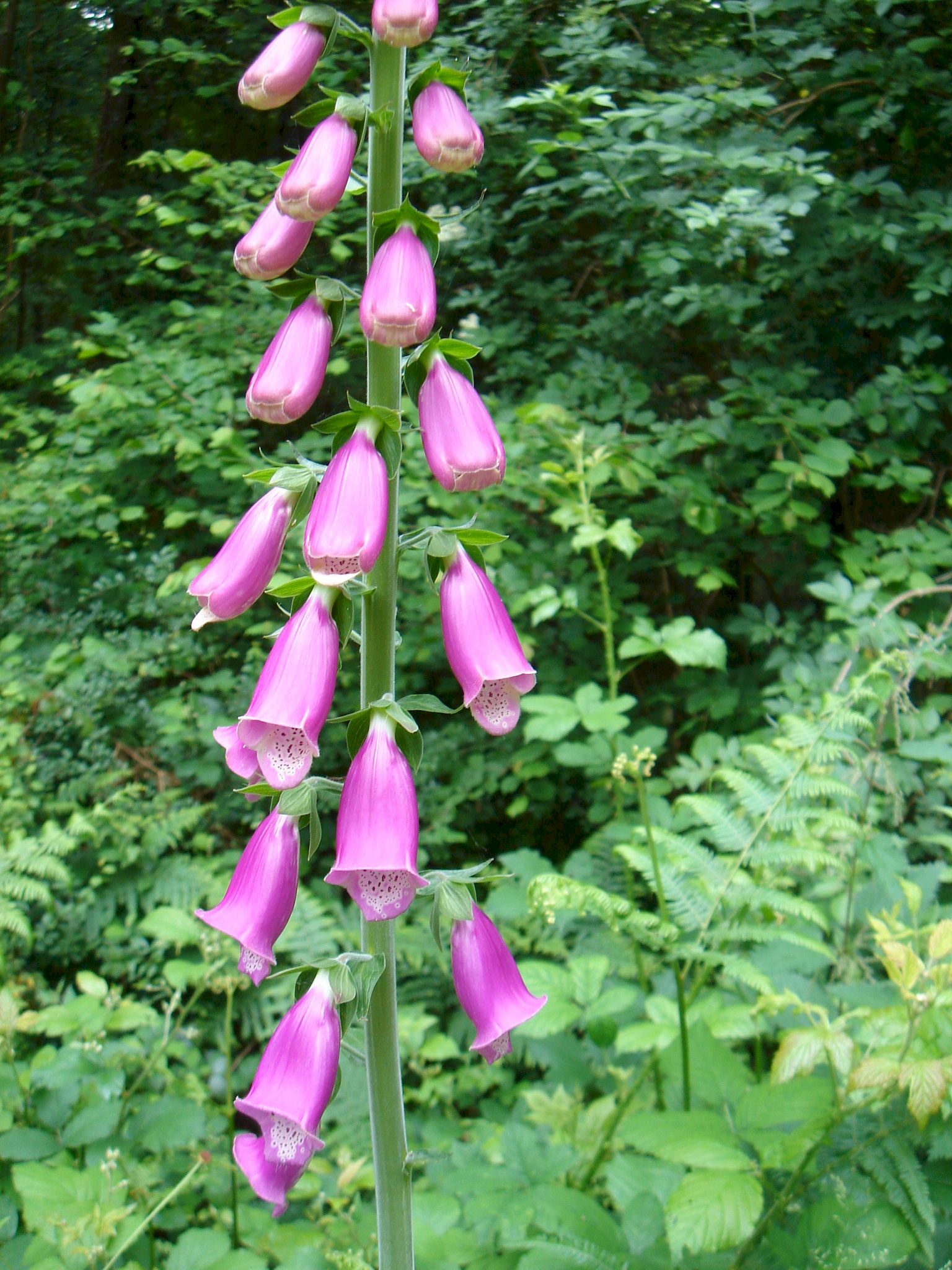
Digitale pourpre - Forêt de Rennes - Carrefour des Maffrais

- Digitalis purpurea  (Digitale)
- Hedera helix (Lierre)
- Quercus sp.
- Ilex aquifolium (Houx)

## Faune
Liste non exhaustive :

### LesChiroptères

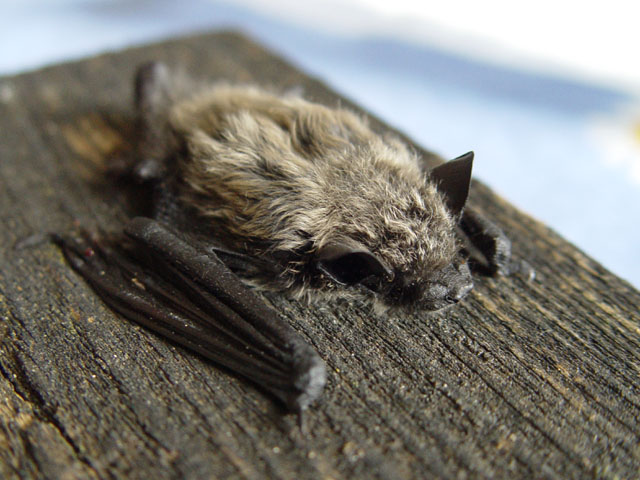
La Pipistrelle de Kuhl.

- Le Grand murin[3]
- Le Murin de Bechstein[3]
- La Barbastelle[3]
- La Noctule de Leisler
- La Pipistrelle de Kuhl

### LesAmphibiens

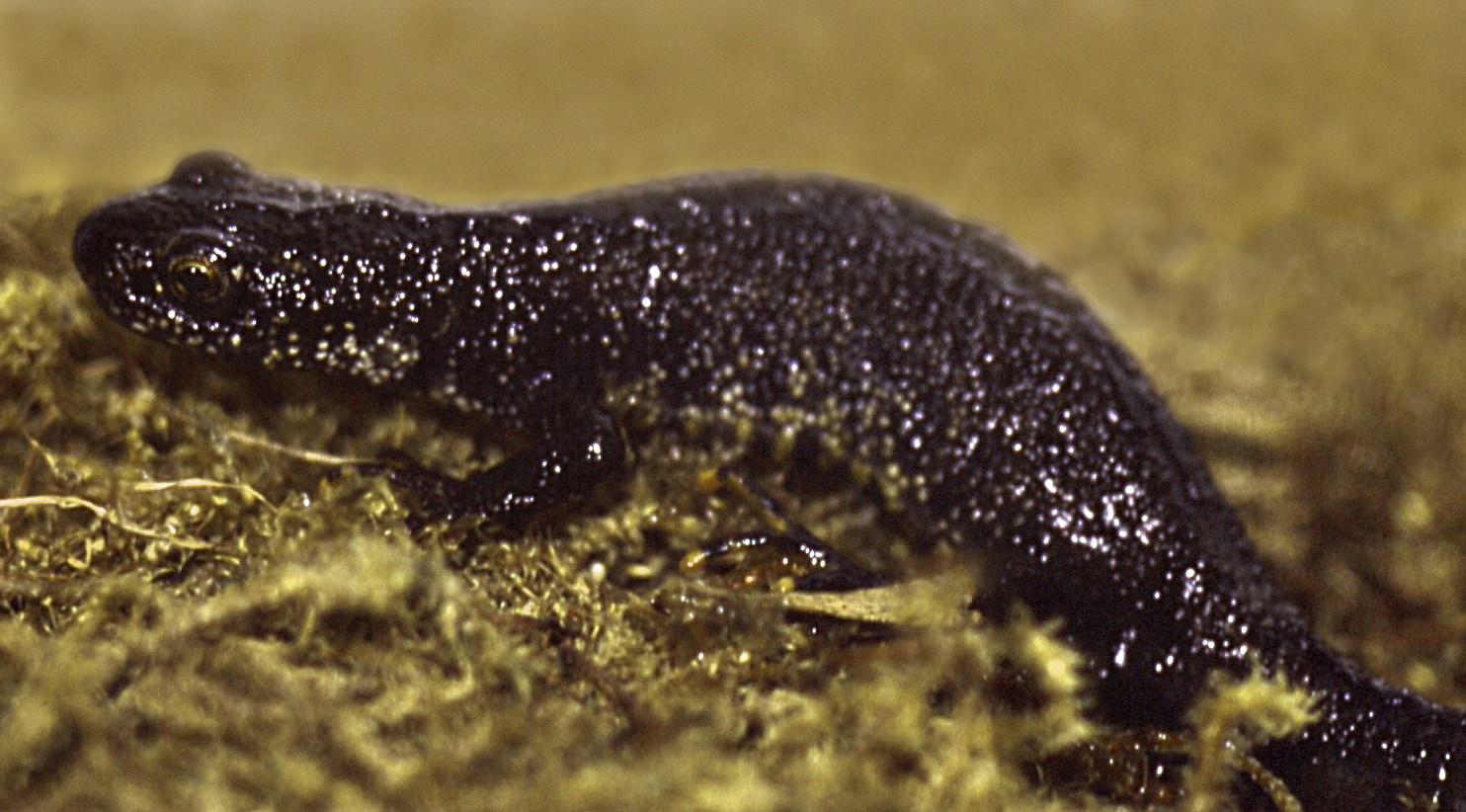
Le triton crêté.

- Le Triton crêté[3]
- Le Triton marbré
- Le Triton Palmé
- Le Triton Alpestre
- La grenouille agile
- Le crapaud calamite
- La Rainette verte

### Les insectes

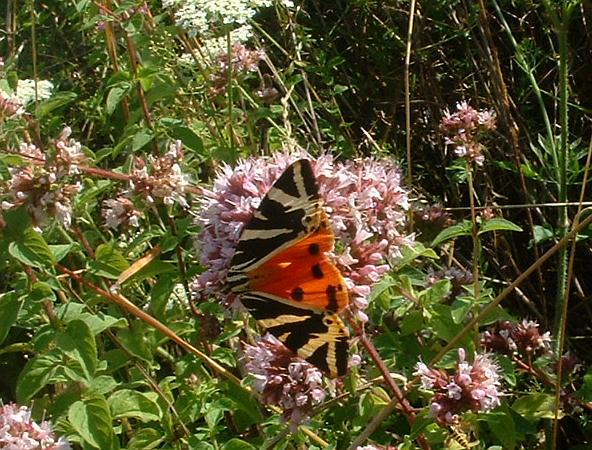
L’Écaille chinée.

- Le Lucane cerf-volant[3]
- L’Écaille chinée[3]
- Le Capricorne du chêne
- Le Pique-prune
- Le Grand mars changeant
- Le Damier de la succise

### Les oiseaux

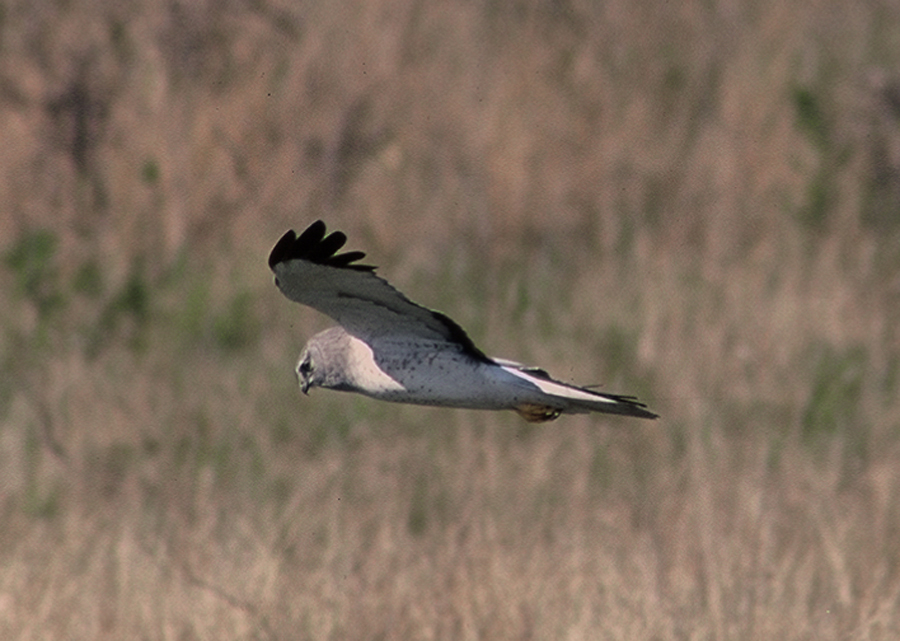
Le Busard Saint-Martin.

- Le Grand Cormoran
- La Bondrée apivore
- Le Busard Saint-Martin
- Le Martin-pêcheur
- Le Pic noir
- La Fauvette pitchou
- Le Pic mar
- Le Pic épeiche
- Le Merle noir

### Les poissons
- la Lamproie de Planer[3]
- le Chabot[3]